# Prentice
Prentice is een plaats (village) in de Amerikaanse staat Wisconsin, en valt bestuurlijk gezien onder Price County.

## Demografie
Bij de volkstelling in 2000 werd het aantal inwoners vastgesteld op 626. In 2006 is het aantal inwoners door het United States Census Bureau geschat op 597, een daling van 29 (-4,6%).

## Geografie
Volgens het United States Census Bureau beslaat de plaats een oppervlakte van 5,3 km², waarvan 5,2 km² land en 0,1 km² water. Prentice ligt op ongeveer 469 m boven zeeniveau.

## Plaatsen in de nabije omgeving
De onderstaande figuur toont nabijgelegen plaatsen in een straal van 36 km rond Prentice.